# 소켓 940
소켓 940(socket 940)은 64비트 AMD 서버 프로세서를 위한 940핀 소켓이다. 이 소켓은 완전한 정사각형 모양을 지니고 있으며 핀은 프로세서와 모서리를 맞추는 데 쓰이는 4개의 핀을 제외하고는 격자 배열로 되어 있다. AMD의 옵테론 이하의 AMD 애슬론 64 FX (FX-51)은 소켓 940을 사용한다.

## 기술 사양
이 소켓용으로 설계된 마이크로프로세서는 서버 플랫폼에서 사용하도록 고안되었으며 따라서 추가 견고성을 제공하는 추가 기능을 제공한다. 이러한 기능 중 하나는 등록된 메모리만 허용하는 것이다.
최신 940핀 소켓 AM2는 시각적으로 이 소켓과 유사하지만 통합 메모리 컨트롤러로 인해 두 제품은 전기적으로 호환되지 않는다. 소켓 940 CPU는 DDR 컨트롤러를 통합하는 반면 AM2 모델은 DDR2 컨트롤러를 사용한다.